# Dayanara Torres
 (juillet 2019).
Si vous disposez d'ouvrages ou d'articles de référence ou si vous connaissez des sites web de qualité traitant du thème abordé ici, merci de compléter l'article en donnant les références utiles à sa vérifiabilité et en les liant à la section « Notes et références ».
Pour les articles homonymes, voir Torres.
Dayanara Torres Delgado, née le 28 octobre 1974 à San Juan, est un mannequin élue Miss Univers 1993 à Porto Rico, une actrice et une chanteuse américaine d'origine portoricaine.
En tant que Miss Univers elle a été une ambassadrice de l'UNICEF et crée la Fondation Dayanara Torres pour scolariser des enfants pauvres de Porto Rico et des Philippines.

## Biographie
Lors de la cérémonie des Miss Univers 1994 à Manille elle a chanté en duo avec Peabo Bryson[réf. nécessaire].
Elle a joué au cinéma dans Basta't Kasama Kita, et est restée quatre ans aux Philippines et appris le tagalog ; elle a joué dans dix films dont Hataw Naavec l'acteur et chanteur Gary Valenciano et Linda Sara un film portoricain de Jacobo Morales avec le chanteur et acteur [[Chayanne|Chayanne[réf. nécessaire]]].
Elle a eu une liaison avec l'acteur Aga Muhlach maintenant marié avec Charlene Gonzalez, avec qui elle a joué Basta't Kasama Kita un remake de Vacances romaines.
En 1998 elle enregistre un album, Antifaz, classé dans les meilleures ventes en Amérique latine et aux Philippines et joue au
théâtre. Une poupée Dayanara a été commercialisé à Porto Rico et aux Philippines.

### Vie privée
Le 10 mai 2000 elle a épousé le chanteur Marc Anthony avec qui elle aura deux garçons : Cristian (né en 2001) et Ryan (né en 2003).
En 2002, ils annoncent leur séparation mais se réconcilient en décembre avant de divorcer tout de même en juin 2004.
À peine une semaine après, Marc Anthony épouse Jennifer Lopez.
De son côté, Dayanara a eu une aventure avec l'acteur Terrence Howard en 2005.
En 2004, elle a joué un petit rôle dans le soap opera Les Feux de l'amour.

## Discographie
- Antifaz[Quand ?]

## Filmographie
- Linda Sara (1994)
- Basta’t Kasama Kita /As Long As We’re Together (1995)
- Hataw Na / Dance Now (1996)
- Type Kita Walang Kokontra / You Belong To Me (1998)
- 200 Cartas - Looking for Maria Sanchez (2013)